# Refuge d'Aygues-Cluses
Le refuge d'Aygues-Cluses est un refuge de montagne situé à 2 135 m d'altitude dans la vallée dets Coubous, dépendant administrativement de la commune de Barèges dans le département des Hautes-Pyrénées en région Occitanie.

## Toponymie
Son nom vient de l'occitan Aygues signifiant « eaux », tandis que cluses signifie « enfermés », donc les « eaux enfermées » (disparaissant sous terre).

## Localisation
Le refuge d'Aygues-Cluses est implanté, au bord du sentier de grande randonnée GR 10 et du lac de Couyela Gran au sud de la station de ski de Barèges au nord de la réserve du Néouvielle.

## Histoire
Un premier édifice de petites proportions était déjà construit et en 2023 le refuge a été entièrement rénové.

## Caractéristiques et informations
Le refuge d'Aygues-Cluses fait partie d'une zone naturelle protégée, classée ZNIEFF de type 1 : Massif en rive gauche du Bastan et de type 2 : Vallées de Barèges et de Luz.
Période d'ouverture : ouverture hivernale pour les vacances de Noël, puis de début février à fin avril ; ouverture estivale de début juin à fin octobre.

## Accès
Le refuge d'Aygues-Cluses est accessible par le versant nord au départ du parking du pont de la Gaubie par le sentier de grande randonnée GR 10 qui mène à la réserve du Néouvielle par le sentier le long du ruisseau d'Aygues Cluses.
Par le versant sud au départ du lac d'Aumar suivre le GR10 qui monte au col de Madaméte puis redescend jusqu’au refuge.

## Traversées
Au départ du refuge on peut réaliser le tour du Néouvielle en passant par le refuge du Campana de Cloutou, le refuge du Bastan, le refuge de l'Oule et le chalet hôtel du lac d'Orédon.